# نورني غباداموسي
نورني غباداموسي (بالإنجليزية: Nureni Gbadamosi) (مواليد 26 ديسمبر 1947) هو ملاكم نيجيري، مثّل بلاده في الألعاب الأولمبية الصيفية 1980.

## روابط خارجية
نورني غباداموسي على موقع أوليمبيديا (الإنجليزية)